# Louis François Clément Breguet
Louis François Clément Breguet (Paris, 22 de dezembro de 1804 — Paris, 27 de outubro de 1883) foi um relojoeiro e físico francês.
Breguet inventou alguns equipamentos elétricos e contribuiu para o desenvolvimento da telegrafia.

## Vida
Breguet foi neto de Abraham Louis Breguet, um relojoeiro suíço que fundou em 1775 a Breguet SA. Com o fito de assumir mais tarde a direção da empresa familiar, foi educado na Suíça. Em 1833 seu pai Antoine Louis Breguet passou-lhe a direção da firma. Foi pai de Louis Charles Breguet.
Quando a governo francês decidiu construir em 23 de novembro de 1844 uma linha telegráfica experimental ao longo da linha férrea Paris-Rouen, Breguet foi contratado para a obra.
Breguet é um dos 72 nomes na Torre Eiffel.